# 中御門宣治
中御門 宣忠（なかのみかど のぶただ、永正14年5月8日（1517年5月28日） - 天文24年7月2日（1555年7月20日））は、戦国時代の公卿。従二位権大納言。中御門宣秀の子。妻に富小路氏直の娘。子に中御門宣教。初名は宣治。
享禄2年6月2日（1529年7月7日）に叙爵を受ける。右衛門佐、右少弁、左少弁、権右中弁、右中弁と弁官を歴任して天文8年12月30日（1540年2月7日）に蔵人頭（頭弁）に任じられる。その後、左中弁、右大弁を歴任して、天文14年7月20日（1545年8月27日）に右大弁を兼ねたまま参議に任じられる。同年10月13日（11月17日）に従三位に叙せられる。天文15年3月24日（1546年4月24日）に権中納言に任じられる。天文16年1月5日（1547年1月26日）に正三位に叙せられる。同年4月9日（4月28日）に宣治から宣忠に改名する。天文20年1月6日（1551年2月11日）に従二位に叙される。天文21年10月8日（1552年10月25日）に権大納言に任じられる。天文24年7月2日に急逝する。享年39。法号は乗察。
駿河国に在国しつづけた兄の中御門宣綱と比較して昇進が早くてその官位を追い抜くことになったが、宣治も今川氏（叔母寿桂尼の嫁ぎ先）との関係が深く、何度も駿河国に下ったり、義姉（宣綱室・寿桂尼の娘）や姉（朝比奈泰能室）の依頼を受けて『太平記』の蒐集にあたっていたことが知られている。

## 系譜
- 父：中御門宣秀（1469-1531）
- 母：不詳
- 妻：富小路氏直の娘
  - 男子：中御門宣教（1543-1578）